# Risikokommunikation im Sinne des Bundesinstitutes für Risikobewertung
Ein Auftrag des Bundesinstitutes für Risikobewertung (BfR) ist die Risikokommunikation mit dem Ziel die Bürger nach den drei Prinzipien Transparenz, Verlässlichkeit und Offenheit u. a. mit Informationen über Lebensmittelsicherheit und Produktsicherheit zu versorgen.

## Definition

### Abgrenzung zum allgemeinen Begriff
Im allgemeinen Sinn umfasst Risikokommunikation jede Kommunikation, die die Identifikation, die Abschätzung, die Bewertung und das Management von Risiken betrifft.
Risikokommunikation wird von der Europäischen Union (EU) in Bezug auf Lebensmittel folgendermaßen definiert:
„Risikokommunikation bezeichnet im Rahmen der Risikoanalyse den interaktiven Austausch von Informationen und Meinungen über Gefahren und Risiken, risikobezogene Faktoren und Risikowahrnehmung zwischen Risikobewertern, Risikomanagern, Verbrauchern, Lebensmittel- und Futtermittelunternehmen, Wissenschaftlern und anderen interessierten Kreisen einschließlich der Erläuterung von Ergebnissen der Risikobewertung und der Grundlage für Risikomanagemententscheidungen.“
Die Risikokommunikation im Sinne des BfR ist als kontinuierlicher und interaktiver Prozess definiert und durch einen partizipativen Dialog mit verschiedenen Zielgruppen charakterisiert. Die frühzeitige Information der Öffentlichkeit über mögliche Risiken gesundheitlicher Art sowie gewonnene Erkenntnisse und Ergebnisse des BfR im Bereich Lebensmittel-, Chemikalien- und Produktsicherheit bildet die Basis für diesen Dialog.

### Prinzipien und Ziele
Die Risikokommunikation des BfR soll den Prinzipien Transparenz, Verlässlichkeit und größtmögliche Offenheit folgen, um das Vertrauen aller Beteiligten in den Prozess der Risikobewertung zu stärken. Das Ziel der Risikokommunikation besteht laut BfR darin, festzustellen, ob bei den verschiedenen Ziel- und Interessengruppen Unterschiede in der Wahrnehmung, in der Bewertung und im Umgang mit Risiken bestehen. Am Ende eines solchen Dialogs kann sowohl Konsens über Bewertungen und Handlungsoptionen stehen, als auch Dissens. Das Ergebnis soll wichtige Hinweise für Risikomanager und deren Entscheidungen geben.

### Struktur der Abteilung Risikokommunikation
Die Abteilung Risikokommunikation gliedert sich in vier Fachgruppen:
- Risikoforschung: Wahrnehmung, Früherkennung, Folgenabschätzung,
- Krisenprävention und -koordination,
- Presse-/ Öffentlichkeitsarbeit,
- BfR-Akademie.[4]

Zur Aufgabe der Fachgruppe Krisenprävention und -koordination im Kontext von Krisenprävention gehört der Kontakt zu relevanten Stakeholdern, wie Industrieverbänden, NGOs und politischen Akteuren. Die Fachgruppe ist Schnittstelle zwischen BfR und durch das Bundesministerium für Ernährung und Landwirtschaft (BMEL) involvierten Einrichtungen. Zu den Aufgaben gehört die Einrichtung des BfR-Lagezentrums, die Krisen-Koordination, Koordination des Kommissionswesens (Expertennetzwerk) sowie die Beratung der Kommission bei Grundsatzfragen.
Die Fachgruppe Risikoforschung, Risikowahrnehmung, Risikofrüherkennung und Risikofolgenabschätzung forscht zu Fragen der Risikowahrnehmung, der Risikofrüherkennung und der Risikofolgenabschätzung. Dazu gehört u. a. die unterschiedliche Risikowahrnehmung einzelner Gruppen. Ziel ist, Zielgruppen so zu informieren, dass diese entsprechende Entscheidungen treffen können. Außerdem steht diese Fachgruppe mit den relevanten Stakeholdern im Dialog, um Probleme u. a. in Konferenzen oder Fachgesprächen zu eruieren.
Die Fachgruppe Presse- und Öffentlichkeitsarbeit erfüllt den gesetzlichen Auftrag der Information der Öffentlichkeit (§ 2 Abs. 1, Nr. 12 BfRG). Dabei werden nicht nur die Ergebnisse allgemeinverständlich publiziert, sondern auch der Weg bzw. Prozess, der zu diesen geführt hat. Für die Kommunikation mit der Öffentlichkeit, Fachöffentlichkeit und den Medien verwendet die Fachgruppe verschiedene Kommunikationswege, wie z. B. Pressemitteilungen und Broschüren (siehe unter „Dialog mit allen Zielgruppen“ für weitere Informationen).
Die Durchführung von Veranstaltungen in Bezug auf den gesundheitlichen Verbraucherschutz ist Aufgabe der Fachgruppe BfR-Akademie. Dazu gehören die Veranstaltungskonzeption, organisatorisch-technische Durchführung, Dokumentation, Evaluation sowie Koordination der BfR-Kommissionen. Durch die Veranstaltungen soll auch der interaktive Austausch zwischen den Anspruchsgruppen ermöglicht werden.
Die Abteilung Risikokommunikation wird als Bestandteil des BfR auch im Organigramm abgebildet.

### Rechtlicher Rahmen
Das Bundesinstitut für Risikobewertung arbeitet im Geschäftsbereich des BMEL zu wissenschaftlichen Themen rund um den gesundheitlichen Verbraucherschutz. Das BfR ist nationaler Partner der Europäischen Behörde für Lebensmittelsicherheit (EFSA).
Das BfR hat den gesetzlichen Auftrag zur Risikokommunikation. Gemäß dem Auftrag muss die Öffentlichkeit über eventuelle, identifizierte und abgeschätzte Risiken gesundheitlicher Art durch das BfR informiert werden. Die Forschungsergebnisse müssen dabei für alle Bürger nachvollziehbar, vollständig und transparent dargestellt werden.
In seiner Forschung, seinen Bewertungen, seinen Empfehlungen und seiner Kommunikation soll das BfR gesetzlich unabhängig von wirtschaftlichen, politischen und gesellschaftlichen Interessen sein.

## Schwerpunkte in der Arbeit der Risikokommunikation des BfR

### Überblick
Zu den Aufgaben der Abteilung Risikokommunikation des BfR gehören:
- Durchführung und Koordination der Forschungsprojekte zur Wahrnehmung von Risiken, der Risikofrüherkennung und der Abschätzung ihrer Folgen,
- Wissenschaftliche Risikobewertung von Lebens- und Futtermitteln sowie von Stoffen und Produkten mittels des Dialogs des BfR mit gesellschaftlichen Gruppen,
- Anwendung der Ergebnisse der Risikobewertung als Grundlage für den gesundheitlichen Verbraucherschutz der Bundesregierung,
- Lösung von Problemen bei der Findung der richtigen Empfehlungen zur Risikobegrenzung im Dialog, weil sich unterschiedliche Einschätzungen und Risikowahrnehmungen aus wissenschaftlich widersprüchlichen Daten oder aus Problemen ihrer normativen Bewertung ergeben,
- Priorisierung von Risiken durch verschiedene gesellschaftliche Interessengruppen. Hierbei werden Repräsentativbefragungen, Verbraucherkonferenzen, Delphi-Befragungen und Fokusgruppen als Instrumente eingesetzt,
- Informierung der Öffentlichkeit in verständlicher Form über mögliche gesundheitliche Risiken sowie die ihnen zugrundeliegenden Forschungsergebnisse im Bereich Lebensmittel-, Chemikalien- und Produktsicherheit,
- Untersuchung der Änderungen im Ernährungsverhalten von Verbrauchern nach erfolgter Risikokommunikation,
- Gezielter Ausbau der nationalen und internationalen Vernetzung der für den gesundheitlichen Verbraucherschutz zuständigen Institutionen in Politik und Wissenschaft.[11]

### Forschungs- und Drittmittelprojekte
Forschungsvorhaben des BfR werden durch den Forschungsplan des übergeordneten BMEL vorgegeben. 2016 beteiligte es sich an 20 EU- und 30 nationalen Projekten, für welche 3,7 Mio. € an Drittmitteln eingeworben worden. Darüber hinaus erfolgt die Finanzierung aus Geldern des Bundes, um die Unabhängigkeit des Instituts zu gewährleisten. Eine Aufgliederung der Fördermittel für die einzelnen Schwerpunkte erfolgt nicht.
Die Forschung zur Risikokommunikation als ein Schwerpunkt umfasst die Erforschung der Wahrnehmung, der Früherkennung sowie der Folgenabschätzung von Risiken. Damit sollen die wissenschaftlichen Grundlagen der Risikokommunikation erarbeitet und die Kommunikation insbesondere mit den Verbrauchern verbessert werden. Die Projekte zielen weiterhin darauf ab, sich aus der Einführung neuer Technologien ergebende Risiken zu identifizieren, das Verhalten nach erfolgter Kommunikation der Risiken zu analysieren und die Risiken entsprechend der Interessen der Stakeholder zu priorisieren. Für die Umsetzung der Forschungsprojekte ist die entsprechende Fachgruppe verantwortlich. Eine Erweiterung um Forschungsprojekte der Fachgruppe Krisenprävention und -koordination ist geplant.
Wichtigster Forschungsbereich ist die Arbeit zur öffentlichen Risikowahrnehmung. Mithilfe von repräsentativen Umfragen, Analysen wissenschaftlicher Studien und der Berichterstattung sowie Experteninterviews wird untersucht, wie verschiedene Interessengruppen, Verbraucher und Medien Risiken subjektiv perzipieren, in welchem Ausmaß sie diese akzeptieren und durch welche Faktoren dies beeinflusst wird. Dazu zählen
- Eigenschaften des Risikos,
- Ausmaß und Eintrittswahrscheinlichkeit eines möglichen Schadens,
- Wahlfreiheit des Menschen einem Risiko gegenüber,
- Nutzen-Risiko-Erwägungen und Wissen über bestimmte Risiken,
- Vertrauen in Institutionen und Organisationen,
- Art der Risikokommunikation.

Die Arbeit des BfR fokussiert sich auf Themen, in denen das subjektiv wahrgenommene Risiko vom objektiv bewerteten abweicht, oder auf solche, die erst kürzlich in den öffentlichen Diskurs aufgenommen worden und zu denen sich noch keine gesellschaftliche Meinung gebildet hat. Dies ist erforderlich, weil bei ersterem die Gefahr besteht, dass durch die Interessengruppen entweder ein objektiv schwerwiegendes Risiko unterschätzt oder ein subjektiv schwerwiegendes überschätzt wird. Bei letzterem hingegen können unausgewogene Berichterstattung und intransparente Risikokommunikation die Risikowahrnehmung negativ beeinflussen und zu Vertrauensverlust führen. Da es sich hierbei oft um neue Technologien oder Konzepte wie Nanotechnologie oder Veganismus handelt, spielen die Medien eine entscheidende Rolle. Auf Grundlage der Forschung zur Risikowahrnehmung lassen sich Instrumente der Risikokommunikation entwickeln und verbessern. Während sich die Forschungsprojekte allgemein mit der Risikowahrnehmung beschäftigen, werden Drittmittelprojekte aus diesem Bereich dem Schwerpunkt „Nanotechnologieforschung: Nachweis, Toxikologie, Risikobewertung und Risikowahrnehmung“ zugeordnet.
Einen weiteren Schwerpunkt innerhalb der Risikokommunikation bildet die Risikofrüherkennung, worunter das frühzeitige Erkennen, Beschreiben und Quantifizieren möglicher Risiken verstanden wird. Da es neben der Risikokommunikation noch einen eigenen Forschungsschwerpunkt „Risikoerkennung, -früherkennung und -minimierung“ gibt, wird bei diesem Forschungsfeld zusätzlich der Fokus auf den Aspekt der Kommunikation mit den Stakeholdern gelegt. Zu den Zielen der hier angesiedelten Forschungsprojekte zählen Identifikation neuer Risikofelder und die Ableitung von Maßnahmen des Risikomanagements. Des Weiteren wird die Entwicklung und Umsetzung von Methoden vorangetrieben wie zum Beispiel Screening von Datenströmen, Delphi-Verfahren, Szenarioanalyse sowie die wissenschaftliche Aufarbeitung vergangener Krisen. Dabei arbeitet das BfR eng mit dem Emerging Risks Exchange Network (EREN) und der Europäischen Behörde für Lebensmittelsicherheit zusammen.
Den dritten Schwerpunkt stellt die Risikofolgenabschätzung dar, die die Folgen eines Risikos bzw. der Risikokommunikation untersucht. Auf Grundlage der Kommunikation von Risiken können sich Verhaltensänderungen seitens der Verbraucher oder anderer Stakeholder ergeben. Daraus können neue Risiken resultieren, da die Zielgruppe das Risiko unterschätzt oder meidet und stattdessen auf andere riskante Verhaltensweisen zurückgreift.
Aktuelle und abgeschlossene Projekte (Abschluss in Klammern) sind:
- "Safer food through changed consumer behavior: Effective tools and products, information strategies, education and a food safety policy reducing health burden from foodborne illnesses” (04/2022),[15]
- “Analytical and Characterisation Excellence in nanomaterial risk assessment: A tiered approach” (12/2020),[16]
- “Developing and Enabling Nanotechnology Awareness-Building through the Creation and Exchange of enhanced Communication and Visualisation Tools and Guidance for ‘Seeing at the Nanoscale’” (11/2016),[17]
- “Auswertung internationaler Bevölkerungsumfragen sowie eine repräsentative Umfrage in Deutschland zur Wahrnehmung der Nanotechnologie” (09/2012),[18]
- “Analyse der Medienberichterstattung: Pflanzenschutzmittel und Pflanzenschutzmittelrückstände in Lebensmitteln im Spiegel der Printmedien” (06/2012),[19]
- “Risikofaktor Ausweichverhalten: Sachstandsanalyse und Verbraucherbefragung zur Identifizierung von Determinanten für gesundheitsschädliche Ausweichmaßnahmen nach Risikobewertungen und Medienberichten über Lebensmittel- und Produktsicherheit” (06/2012),[20]
- “Etablierung eines Indexierungssystems zur Kategorisierung der Ergebnisse aus der Risikobewertung” (12/2011),[21]
- “Zielgruppengerechte Risikokommunikation zum Thema Nahrungsergänzungsmittel” (12/2011).[22]

### Risikoprofil
Mit Hilfe des BfR-Risikoprofils werden Bewertungen für Lebensmittel, Verbraucherprodukte und Chemikalien übersichtlich dargestellt. Das Risikoprofil besteht aus einer Tabelle, die folgende fünf Merkmale beinhaltet:
- Betroffene Personen,
- Wahrscheinlichkeit einer gesundheitlichen Beeinträchtigung bei Exposition,
- Schwere der gesundheitlichen Beeinträchtigung bei Exposition,
- Aussagekraft der vorliegenden Daten,
- Möglichkeiten zur Risikokontrolle.

Durch die standardisierte, übersichtliche und transparente Darstellung wird das Verständnis der Risikobewertung erleichtert.

## Zielgruppen und Dialog
Das BfR ist gesetzlich dazu verpflichtet, die Öffentlichkeit über mögliche gesundheitliche Risiken zu informieren. Es greift unterschiedliche Einschätzungen und Wahrnehmungen auf, bewertet die Risiken, um abschließend Handlungsempfehlungen aufzustellen und regelmäßig in Diskurs mit unterschiedlichen Dialogpartnern bzw. Zielgruppen zu treten. Dabei werden die Dialogpartner aktiv in die Kommunikationsprozesse über unterschiedliche Dialogformate einbezogen. Grundsätzlich kommuniziert das BfR mit allen nachfolgend genannten Zielgruppen, die durch bestimmte Entscheidungen direkt oder indirekt betroffen sind:
- Regierungsinstitutionen (insbesondere Bundes- und Landesministerien, Behörden auf kommunaler, Landes- und Bundesebene),
- Industrie- und Wirtschaftsverbände, Verbraucherverbände und andere Interessenvertretungen,
- Wissenschaftliche Einrichtungen,
- Nationale und internationale Gremien und Organisationen, (NGOs)
- Medien,
- Verbraucher.

Wichtige Ansprechpartner für die Öffentlichkeit sind neben den Medien die Verbraucherzentralen und die Stiftung Warentest.

### Dialog mit allen Zielgruppen
Um Handlungsempfehlungen für alle Zielgruppen bereitzustellen oder aber auch risikorelevante Informationen schnell weiterzutragen, greift das BfR auf folgende Dialogmaßnahmen der Einwegkommunikation zurück:
- BfR-Internetauftritt: Über die eigene Internetseite www.bfr.bund.de veröffentlicht das BfR alle relevanten Ergebnisse aus ihrer Theorie- und Praxisarbeit und berichtet transparent für die Öffentlichkeit über ihre Arbeit. Veröffentlichungen werden tagesaktuell über Newsletter oder RSS-Feeds kundgegeben.
- BfR-Stellungnahmen: Bewertungsberichte werden vom BfR als BfR-Stellungnahme bezeichnet. In den Stellungnahmen wird eine Risikobewertung vorgenommen, welche Unsicherheiten und deren Ursachen darstellt, sowie Strategien und Ziele formuliert, um das Risiko zu vermeiden oder zu vermindern. Mit Hilfe einer allgemein verständlichen Zusammenfassung und der Wiedergabe eines Risikoprofils können Leser schnell den Sachverhalt des bewerteten Risikos erfassen.
- Pressearbeit: Mitteilungen bezüglich akuter Gesundheitsrisiken, zu neuesten Erkenntnissen aus der Risikoforschung werden über Pressekonferenzen, Interviews und Pressekonferenzen gegeben.
- Twitter: Über den eigenen Twitterkanal @BfRde werden themenbezogene Veranstaltungen und Veröffentlichungen bekannt gegeben.
- Videos: Über die Internetseite des BfR können Fragen zum gesundheitlichen Verbraucherschutz gestellt werden. Die Verbraucher können anschließend abstimmen, welche Fragen das BfR in einem Video beantworten soll. Das Video wird dann auf der Internetseite des BfR sowie über die BfR-YouTube-Kanal publiziert.
- Frequently Asked Questions (FAQs): In den FAQs auf der Internetseite des BfR sind ebenso häufig gestellte themenbezogene Fragen und entsprechend Antworten hinterlegt
- Infografiken, Broschüren, Merkblätter und Verbrauchertipps: Hierüber bietet das BfR, insbesondere der Zielgruppe der Verbraucher sowie beispielsweise ärztliches Fachpersonal, kompakte Informationen zur Auswirkung, Verhütung und Verbreitung von Erkrankungen sowie zur Vermeidung von Vergiftungen. Diese stehen kostenfrei zum Herunterladen auf der Internetseite des BfR zur Verfügung. Ausführlichere Informationen von Ergebnissen der Risikobewertung werden auf Anfrage kostenfrei als Broschüre verschickt.
- Apps für Smartphones und Tablet-PCs: Über Apps wird spezifisch zu Vergiftungsunfällen bei Kindern, zu Inhaltsstoffen von chemischen Produkten, Medikamenten, Pflanzen und Pilzen, dem Vergiftungsbild und den Maßnahmen zur Ersten Hilfe informiert. Über die Apps können bei einem möglichen Vergiftungsfall über den Giftnotruf umgehend ärztlicher Rat eingeholt werden

### Dialog mit Verbrauchern
Über den Dialog mit den Verbrauchern möchte das BfR insbesondere ein höheres Bewusstsein für gesundheitliche Gefährdungen durch Lebensmittel, Kosmetika, Textilien, Spielzeug usw. erzielen. Weiterhin dient der Kommunikationsaustausch auch der Responsemöglichkeit. Anhand von Rückmeldungen des Verbrauchers können Informations- und Kommunikationsbedürfnisse erfasst werden. Neben den bereits genannten Dialogmaßnahmen, welche alle Zielgruppen ansprechen, werden Verbraucher zusätzlich durch folgende Dialogmaßnahmen des BfR spezifisch angesprochen und damit der direkte Kommunikationsaustausch zwischen dem BfR und den Verbrauchern gefördert bzw. eine Zweiwegkommunikation hergestellt:
- Internationale Grüne Woche (IGW): Auf der IGW in Berlin werden Verbraucher jährlich anhand von Ausstellungen und Kurzvorträgen von Wissenschaftlern über Themen bezüglich der Ernährung und Landwirtschaft sowie des Gartenbaus informiert
- Tag der offenen Tür/Aktionstage: Das BfR nutzt den Tag der offenen, Tür um Informationen im direkten Kontakt mit den Verbrauchern zu übermitteln. Verbraucher haben so die Möglichkeit, sich mit BfR-Experten vor Ort über diverse Themen auszutauschen.
- Öffentliche Vorträge von BfR-Mitarbeiterinnen und -Mitarbeitern: Das BfR bietet aus allen Fachbereichen zu gesundheitlichen Themen des Verbraucherschutzes Experten als Referenten für öffentliche Veranstaltungen an. Hierdurch soll laienverständlich über gesundheitliche Risiken von Lebensmitteln, Spielzeug etc. referiert werden und den Verbrauchern die Möglichkeit zu Diskussionen mit den Experten geben.

### Dialog mit externen Risikoexperten
Der Dialog mit externen Experten ist für das BfR von großer Bedeutung. Der Austausch dient insbesondere der umfassenden Klärung von Bewertungsfragen sowie der Unsicherheitsbereiche und trägt zu ausgewogenen Handlungsempfehlungen und Prognosen bei. Die Experten finden sich in der Regel aus allen beteiligten Fachbereichen innerhalb einer Behörde sowie zwischen Behörden und Risikobewerter bzw. Risikomanager zusammen. Eine Art der Kommunikationsform sind die „Marienfelder Gespräche“. Diese ermöglichen den Austausch von Informationen wie der Verbesserung von Risikobewertungen und dem Risikomanagement innerhalb der Untersuchungsämter sowie der Diskussion und Abstimmungsmöglichkeit zwischen BfR, Lebensmittelsicherheit (BVL), Bundesamt für Verbraucherschutz sowie den Bundesländern.
Folgende weitere Dialogmaßnahmen stellt das BfR für den Austausch mit Risikoexperten zur Verfügung:
- BfR-Kommissionssitzungen: BfR-Kommissionen werden aus wissenschaftlichen Expertengremien, bestehend aus externen unabhängigen Sachverständigen aus Hochschulen und Behörden, gebildet, die Sitzungen halten, um in Bereichen der Lebens- und Futtermittel sowie Produkt- und Chemikaliensicherheit zu beraten. Diese Bündelung von höchstem wissenschaftlichem Niveau ermöglicht eine externe Qualitätssicherung.
- Wissenschaftlicher Beirat: Den wissenschaftlichen Beirat bilden ehrenamtlich tätige und renommierte Wissenschaftlicher aus unterschiedlichen Forschungseinrichtungen der Bereiche Lebensmittelsicherheit und -hygiene, Lebensmittelchemie und -technologie, Toxikologie, Pharmazie, Bildungsforschung sowie Arbeitsphysiologie. Die Hauptaufgabe des wissenschaftlichen Beirats ist die beratende Tätigkeit im Forschungsbereich für das BfR. Weiterhin unterstützt der wissenschaftliche Beirat das BfR beim Netzwerkaufbau internationaler Forschungseinrichtungen.
- Wissenschaftliche Symposien: Die Zusammenkunft von Wissenschaftlern aus unterschiedlichen Fachbereichen dienen einer umfassenden Darstellung und Diskussion von Risikothemen und deren aktuellen wissenschaftlichen Stand.
- BfR-Stakeholderkonferenzen: Auf diesen Konferenzen werden gesellschaftspolitische Fragestellungen aus der Risikoforschung, Risikobewertung und Risikokommunikation von Referenten aus den Bereichen der Wirtschaft, Wissenschaft und Politik diskutiert.
- BfR-Forum Verbraucherschutz: Das BfR-Forum Verbraucherschutz ist eine zweitägige Veranstaltung bei der Experten den aktuellen Wissensstand zu Themen des Verbraucherschutzes referieren und am zweiten Tag mit Interessengruppen der Verbraucher über die Themen diskutieren und Handlungsempfehlungen erarbeiten.

### Dialog mit Industrieverbänden und NGOs
Das BfR kommuniziert ergänzend mit unterschiedlichen Stakeholdern wie Industrieverbänden und NGOs und bezieht diese für die Aufstellung von Handlungsempfehlungen für den gesundheitlichen Verbraucherschutz und die Bewertung sowie den Umgang von Risiken ein. Dies ermöglicht dem BfR, insbesondere zusätzliches Wissen sowie Branchendaten in Erfahrung zu bringen und dieses für die Bewältigung von Krisen und die Bewertung von Risiken zu nutzen. Das BfR bemüht sich um eine kontinuierliche Ausweitung des Kommunikationsnetzwerks, um die Reichweite im Krisenfall zu den Stakeholdern zu erhöhen und die Kommunikation zu  stärken. Einmal jährlich finden daher Treffen mit Verbänden, Stiftungen, Vereinen bzw. Interessengemeinschaften statt.